# 土岐市立陶磁器試験場
土岐市立陶磁器試験場（ときしりつとうじきしけんじょう）とは、岐阜県土岐市にある、土岐市が設置する公設試験研究機関である。
複合施設セラテクノ土岐の一部であり、単にセラテクノ土岐とも表記される場合もある。

## 概要
- 窯業に関する研究機関であり、陶磁器に関する様々な試験、相談を行っている。また、美濃焼産業の後継者育成も行っている。
- 複合施設「セラテクノ土岐」の試験開発ゾーンに該当する。セラテクノ土岐は試験開発ゾーン以外にも文化交流ゾーン、学習ゾーンでがあり、美濃焼の展示、各種陶磁器展示会の開催する文化交流、学習の場である。
- 館内ロビーは美濃焼を中心とした様々な物が展示しており、試験場が休みの土・日曜日、祝日も見学可能。

## 沿革
- 1958年（昭和33年） - 土岐市立陶磁器試験場として土岐市駄知町に開所。
- 1995年（平成7年） - 現在地に新築移転。同時に複合施設セラテクノ土岐の一部（試験開発ゾーン）となる。

## 住所
- 岐阜県土岐市肥田町肥田287-3

## 交通アクセス
- 土岐市民バスどんぶり会館バーデンパーク線「どんぶり会館」より徒歩1分。　※土日祝運行
- 中央自動車道土岐ICより車で約15分。